# Gimnastyka na Letnich Igrzyskach Olimpijskich 1920 – wielobój drużynowy mężczyzn
Wielobój drużynowy mężczyzn był jedną z konkurencji gimnastycznych na Letnich Igrzyskach Olimpijskich 1920. Zawody odbyły się w dniach 23-24 sierpnia. W zawodach uczestniczyło 105 zawodników z 5 państw.

## Zawodnicy
| Włochy | Belgia | Francja | Czechosłowacja | Wielka Brytania |
| Arnaldo Andreoli Ettore Bellotto Pietro Bianchi Fernando Bonatti Luigi Cambiaso Luigi Contessi Carlo Costigliolo Luigi Costigliolo Giuseppe Domenichelli Roberto Ferrari Carlo Fregosi Romualdo Ghiglione Ambrogio Levati Francesco Loi Vittorio Lucchetti Luigi Maiocco Ferdinando Mandrini Lorenzo Mangiante Antonio Marovelli Michele Mastromarino Giuseppe Paris Manlio Pastorini Ezio Roselli Paolo Salvi Giovanni Tubino Giorgio Zampori Angelo Zorzi | Eugène Auwerkerken Théophile Bauer François Claessens Augustus Cootmans François Gibens Albert Haepers Domien Jacob Félicien Kempeneers Jules Labéeu Hubert Lafortune Auguste Landrieu Charles Lannie Constant Loriot Nicolaas Moerloos Ferdinand Minnaert Louis Stoop Jean Van Guysse Alphonse Van Mele François Verboven Jean Verboven Julien Verdonck Joseph Verstraeten Georges Vivex Julianus Wagemans | Georges Berger Émile Boitelle Émile Bouchès René Boulanger Alfred Buyenne Eugène Cordonnier Léon Delsarte Lucien Démanet Paul Durin Victor Duvant Fernand Fauconnier Arthur Hermann Albert Hersoy Alphonse Higelin Auguste Hoël Georges Lagouge Paulin Lemaire Ernest Lespinasse Jules Pirard Eugène Pollet Louis Quempe Georges Thurnherr Marco Torrès François Walker Julien Wartelle Paul Wartelle | Josef Bochníček Ladislav Bubeníček Josef Čada Stanislav lndruch Miroslav Klinger Josef Malý Zdeněk Opočenský Josef Pagáč František Pecháček Robert Pražák Václav Stolař Svatopluk Svoboda Ladislav Vácha František Vaněček Jaroslav Velda Václav Wirt | Sidney Andrew Albert Betts Arthur Cocksedge James Cotterell William Cowhig Sidney Cross Horace Dawswell James Dingley Sidney Domville Hedley Doncaster Reginald Edgecombe Wyndham Edwards Henry Finchett Bernard Franklin J. Harris Samuel Hodgetts Stanley Leigh George Masters Ronald McLean Oliver Morris Ted Ness A. E. Page Alfred Pinner Teddy Pugh H. W. Taylor John Walker Ralph Yandell |

## Wyniki
| Miejsce | Ekipa           | Wynik   |
| ------- | --------------- | ------- |
| 1       | Włochy          | 359,855 |
| 2       | Belgia          | 346,765 |
| 3       | Francja         | 340,100 |
| 4       | Czechosłowacja  | 305,255 |
| 5       | Wielka Brytania | 290,115 |